# バンステッドマナースタッド
バンステッドマナースタッド（Banstead Manor Stud）は、イギリスにある種牡馬及び功労馬の繋養などを行う牧場である。所有者はハーリド・ビン・アブドゥッラー。

## 主な繋養馬
種牡馬
- Oasis Dream / オアシスドリーム（2004年 - ）
- Frankel/フランケル(2013年-)
- Bated Breath
- Kingman/キングマン
- Chaldean/シャルディーン (2024年-)

## 過去の繋養馬
種牡馬及び功労馬
- Cacique / カシーク（2007年 - 2010年、2013年-）
- Beat Hollow / ビートホロウ（2003年 - ）
- Deploy / ディプロイ（1991年 - 2002年、移動）
- Generous / ジェネラス（1992年 - 1995年、移動）
- Rainbow Quest / レインボウクエスト（1986年 - 2007年死亡）
- Warning / ウォーニング（1991年 - 1996年、輸出）
- Zafonic / ザフォニック（1994年 - 2002年死亡）
- Three Valleys / スリーヴァリーズ（2008年 - ）
- Zamindar / ザミンダー（1998年 - ）
- Rail Link / レイルリンク（2008年 - ）
- Observatory / オブザーヴァトリー（2002年 - ）
- Hasili / ハシリ（2012年 - 2018年死亡）
- Champs Elysees / シャンゼリゼ
- Dansili / ダンシリ（2001年 - ）
- Expert Eye/エキスパートアイ